# Медлін Міллер
Медлін Міллер (англ. Madeline Miller; нар. 24 липня 1978, Бостон, Массачусетс) — американська письменниця. Авторка «Пісня Ахілла» (2011) та «Цирцея» (2018)

## Біографія
Міллер виросла у Нью-Йорку та Філадельфії. Вона вивчала класичну філологію в Університеті Брауна, де здобула ступінь бакалавра у 2000 році та ступінь магістра у 2001 році. Відтоді вона викладає латинську та грецьку мови в середніх школах, останнім часом у Кембриджі, Массачусетс.
Після десяти років написання у вересні 2011 року вона опублікувала свій дебютний роман «Пісня Ахілла». У романі розповідається історія кохання між Ахіллом і Патроклом. У своєму творі Міллер спирається на «Іліаду» Гомера та черпає натхнення з класичних текстів Овідія, Вергілія, Софокла, Аполлодора Афінського, Евріпіда та Есхіла.
У травні 2012 року за роман «Пісня Ахілла» Медлін Міллер була нагороджена Жіночою літературною премією. За 17-річну історію премії вона була лише четвертою авторкою, відзначеною за свій дебютний роман.
10 квітня 2018 року був опублікований її другий роман «Цирцея», також заснований на грецькій міфології. Тут авторка надихалася поемою Гомера «Одіссея», а також поемою «Телегонія», яка збереглася лише у фрагментах. Феміністична реінтерпретація міфу з точки зору Цирцеї намагається надати твору більшої емоційності.

## Твори
- The Song of Achilles. Bloomsbury, London 2011. ISBN 978-1-4088-1603-5
- Galatea, Bloomsbury Paperbacks, 2013 — 63 с.
- Circe: A Novel. Little, Brown and Company, New York 2018. ISBN 978-0-316-55634-7

## Переклади українською
- Медлін Міллер. Цирцея. пер. з англ. Остапа Гладкого. — Харків: Видавництво «Віват», 2020.